# William Edwin Safford
Pour les articles homonymes, voir Safford.
William Edwin Safford est un botaniste et un ethnologue américain, né le 14 décembre 1859 à Chillicothe dans l'Ohio et mort le 10 janvier 1926.

## Biographie
Il est le fils de William Harrison. Il est diplômé à l’académie de la marine de guerre américain en 1880 avant de continuer ses études en zoologie et en botanique à Yale puis à Harvard de 1883 à 1885). Il sert dans l’US Navy de 1880 à 1902 puis se marie avec Clare Wade le 14 septembre 1904.
Safford récolte des spécimens botaniques mais aussi des objets ethnologiques pour le compte du National Museum of Natural History. De 1902 à 1915, il travaille comme botaniste assistant pour le bureau de la botanique industrielle américain puis, pour le même service, comme botaniste appliqué. Il participe à une expédition au Pérou en 1891-1892. En 1899-1900, il est vice-gouverneur de l’île du Guam.

## Liste partielle des publications
- Useful Plants of the Island of Guam (1905) ;
- Cactaceae of Northeastern and Central Mexico (1909) ;
- Edible Plants and Textiles of Ancient America (1916) ;
- Notes on the Genus Dahlia, with Descriptions of New Species (1919) ;
- Natural History of Paradise Key and the Nearby Everglades of Florida (1919) ;
- Synopsis of the Genus Datura (1921) ;
- Daturas of the Old World and New (1922) ;
- Ant Acacias and Acacia Ants of Mexico (1923).

## Sources
- (en) « Biographie du Hunt Institute for Botanical Documentation »(Archive.org • Wikiwix • Archive.is • Google • Que faire ?)
- Allen G. Debus (dir.) (1968). World Who’s Who in Science. A Biographical Dictionary of Notable Scientists from Antiquity to the Present. Marquis-Who’s Who (Chicago) : xvi + 1855 p.